# Vogue Adria
 (транскр.  Воуг Адрија) је регионално издање америчког модног часописа Vogue за Босну и Херцеговину, Словенију, Србију, Црну Гору и Хрватску. Штампано издање излази на српском и хрватском језику, док је веб-издање доступно и на енглеском и словеначком језику. Часопис излази од марта 2024. године. Главни и одговорни уредник је српски стилиста Милан Ђачић.

## Позадина
Вест о покретању објавио је у јуну 2023. Condé Nast, власник америчког часописа Vogue, у сарадњи са Media 3.0 Publishing који су основали Соња Ковач, Ненад Јањатовић и Милан Ђачић.
Ковач је била главна уредница часописа Elle Srbija и регионална уредничка директорка часописа Elle, Men's Health, Cosmopolitan и National Geographic. Јањатовић и Ђачић били су креативни и директори часописа Elle Srbija, док је Ђачић био и главни уредник часописа Elle Man Srbija.

## Списак лица с насловница

### 2024
| Издање    | Лице                | Фотограф                   | Реф.   |
| --------- | ------------------- | -------------------------- | ------ |
| Март      | Наташа Војновић     | Филип Колудровић           | [ 3 ]  |
| Април     | Малика Лубак        | Витали Гелвич              | [ 4 ]  |
| Мај       | Аби Шампион         | Томас Гидингс              | [ 5 ]  |
| Јун       | Амелија Греј Хамлин | Феликс Купер               | [ 6 ]  |
| Лето      | Новак Ђоковић       | Бранислав Шимончик         | [ 7 ]  |
| Септембар | Ана Плиснић         | Карла Јурић Иве Тројановић | [ 8 ]  |
| Октобар   | Аница Цуца          | Тарек Мавад                | [ 9 ]  |
| Новембар  | Лепа Брена          | Бранислав Шимончик         | [ 10 ] |
| Децембар  | Индира Скот         | Ник Томпсон                | [ 11 ] |